# Moorgate

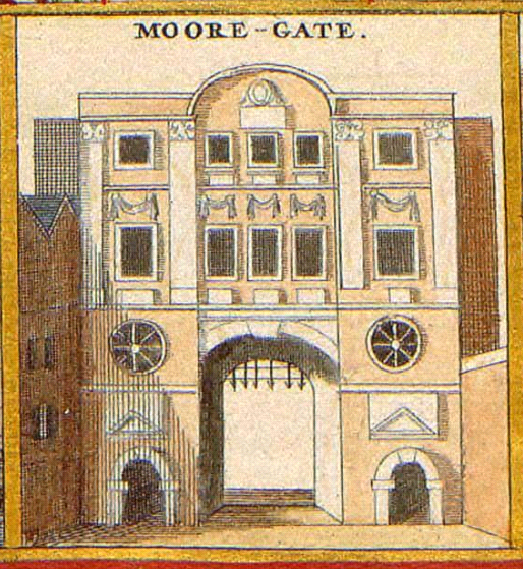
Stampa di Moorgate prima della sua demolizione nel 1762

Moorgate era una porta secondaria realizzata nel London Wall costruito originariamente dai romani. Essa venne trasformata in una porta vera e propria nel XV secolo. Anche se poi essa venne demolita nel 1762, il suo nome è oggi portato da una della più importanti strade della City of London. Essa collega la City ad Islington e ad Hackney, essendo stata costruita nel 1846 come una delle vie di accesso al London Bridge.
Il nome "Moorgate" deriva dall'area circostante di Moorfields, che fu uno degli ultimi spazi verdi della City. Oggi questa zona è un distretto finanziario all'interno del quale operano molte banche d'investimento. In essa si trovano anche notevoli edifici, adibiti ad uffici, di costruzione sia antica che moderna.
La stazione di Moorgate sulla Metropolitana di Londra è nota per un incidente verificatosi nel 1975. Un treno, giunto in stazione, non riuscì ad arrestare la sua corsa ed andò ad urtare violentemente contro le pareti della galleria procurando la morte di 43 passeggeri. Dopo questo incidente venne messo a punto un sistema automatico che ferma i treni all'arrivo in stazione, chiamato in gergo Moorgate control.

## Storia
La prima menzione di Moorgate data dai primi anni del XV secolo, ed è descritta come una porta secondaria aperta nelle mura della città di Londra. Sita fra Bishopsgate e Cripplegate, conduceva ad un terreno incolto noto come Moorfields. Essa era una delle porte meno importanti della città. 
Nel 1415, un'ordinanza locale stabilì che dovesse essere demolita. Essa venne poi sostituita con una nuova porta di grandi dimensioni, ubicata un po' più ad ovest, protetta da un portone di legno che veniva chiuso la sera. La porta venne ulteriormente ingrandita nel 1472 e poi ancora nel 1511. Venne poi seriamente danneggiata durante il grande incendio di Londra del 1666. Anche se le porte avevano ormai perso ogni funzione difensiva, essa assieme a Ludgate, Newgate e Temple Bar venne sostituita con una porta di pietra nel 1672.
Moorgate venne definitivamente demolita, assieme a tutte le altre porte di Londra, fra il 1761 e il 1762.